# Culinária de Sergipe
A culinária de Sergipe está bastante ligada a elementos encontrados na zona litorânea e nos rios que cortam o estado.
O caranguejo e o guaiamu são bastante apreciados. Frutos do mar como sururu, ostra e camarão também fazem parte da culinária típica do estado. Na região sul de Sergipe, na praia do Saco e de Abaís é possível encontrar a moqueca de siri na palha de ouricuri.
Outro ingrediente presente é o milho. Nos festejos juninos, principalmente, são consumidos bolos, canjicas e pamonhas. Outros pratos preparados são a tapioca e beiju de mandioca, além de sucos e licores de frutas típicas como jenipapo, tamarindo e umbu.

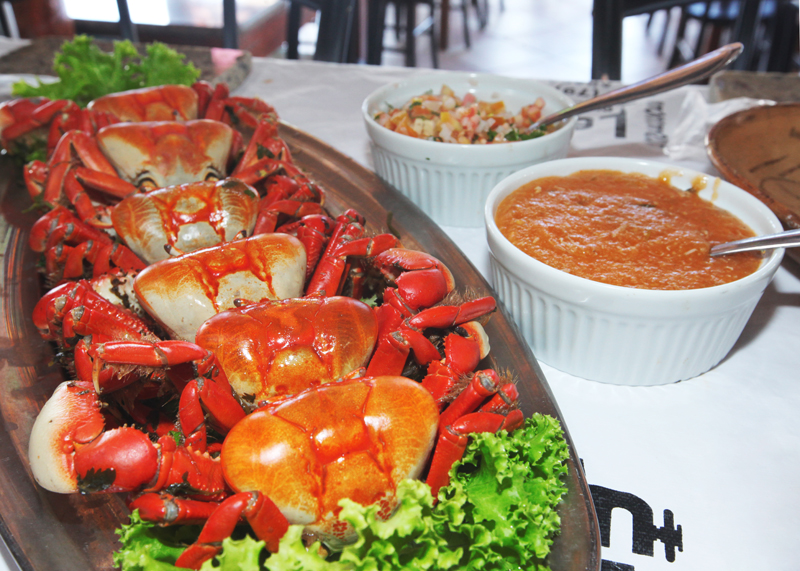
O caranguejo é um prato típico em Sergipe

Segundo pesquisa em 2003 da "Federação Sergipana de Turismo Resgate e Incentivo ao Artesanato e Alimentos Típicos" (FESTURIART); o sergipano é o maior consumidor nacional de amendoim verde cozido (30 mil ton por ano), 95% dos entrevistados relataram consumir o produto. Ainda segundo a pesquisa, nos hábitos alimentares de Sergipe também é muito frequente, em ordem decrescente, o consumo da mandioca cozida com carne de sol ou outro tipo de carne; dos frutos do mar; da tapioca; da água de coco; do manauê; da canjica; da pamonha; do milho cozido; do saroio e malcasado; do pé de moleque nordestino; da maniçoba e do maturi.
Em 24 de março de 2011, foram reconhecidos como patrimônios imateriais de Sergipe vários alimentos típicos como o amendoim verde cozido, a queijada, o manauê de arroz, a bolachinha de goma, o doce de pimenta, o pé de moleque de massa puba, a tapioca, o macasado e o saroio.